# Hyperolius
Pour les articles homonymes, voir Epipole.
Genre
Synonymes
- Eucnemis Tschudi, 1838
- Epipole Gistel, 1848
- Crumenifera Cope, 1862
- Rappia Günther, 1865
- Nesionixalus Perret, 1976
- Chlorolius Perret, 1988

Hyperolius est un genre d'amphibiens de la famille des Hyperoliidae.

## Répartition
Les 142 espèces de ce genre se rencontrent dans la savane et les forêts d'Afrique subsaharienne.

## Liste des espèces
Selon Amphibian Species of the World (10 juin 2017) :
- Hyperolius acuticephalus Ahl, 1931
- Hyperolius acutirostris Buchholz & Peters, 1875
- Hyperolius ademetzi Ahl, 1931
- Hyperolius adspersus Peters, 1877
- Hyperolius albofrenatus Ahl, 1931
- Hyperolius argus Peters, 1854
- Hyperolius atrigularis Laurent, 1941
- Hyperolius balfouri (Werner, 1908)
- Hyperolius baumanni Ahl, 1931
- Hyperolius benguellensis (Bocage, 1893)
- Hyperolius bicolor Ahl, 1931
- Hyperolius bobirensis Schiøtz, 1967
- Hyperolius bocagei Steindachner, 1867
- Hyperolius bolifambae Mertens, 1938
- Hyperolius bopeleti Amiet, 1980
- Hyperolius brachiofasciatus Ahl, 1931
- Hyperolius burgessi Loader, Lawson, Portik, & Menegon, 2015
- Hyperolius camerunensis Amiet, 2004
- Hyperolius castaneus Ahl, 1931
- Hyperolius chelaensis Conradie, Branch, Measey, & Tolley, 2012
- Hyperolius chlorosteus (Boulenger, 1915)
- Hyperolius chrysogaster Laurent, 1950
- Hyperolius cinereus Monard, 1937
- Hyperolius cinnamomeoventris Bocage, 1866
- Hyperolius concolor (Hallowell, 1844)
- Hyperolius constellatus Laurent, 1951
- Hyperolius cystocandicans Richards & Schiøtz, 1977
- Hyperolius dartevellei Laurent, 1943
- Hyperolius davenporti Loader, Lawson, Portik, & Menegon, 2015
- Hyperolius diaphanus Laurent, 1972
- Hyperolius discodactylus Ahl, 1931
- Hyperolius drewesi Bell, 2016
- Hyperolius endjami Amiet, 1980
- Hyperolius ferrugineus Laurent, 1943
- Hyperolius friedemanni Mercurio & Rödel in Channing, Hillers, Lötters, Rödel, Schick, Conradie, Rödder, Mercurio, Wagner, Dehling, Du Preez, Kielgast, & Burger, 2013
- Hyperolius frontalis Laurent, 1950
- Hyperolius fuscigula Bocage, 1866
- Hyperolius fusciventris Peters, 1876
- Hyperolius ghesquieri Laurent, 1943
- Hyperolius glandicolor Peters, 1878
- Hyperolius gularis Ahl, 1931
- Hyperolius guttulatus Günther, 1858
- Hyperolius horstockii (Schlegel, 1837)
- Hyperolius houyi Ahl, 1931
- Hyperolius howelli Du Preez & Channing in Channing, Hillers, Lötters, Rödel, Schick, Conradie, Rödder, Mercurio, Wagner, Dehling, Du Preez, Kielgast, & Burger, 2013
- Hyperolius hutsebauti Laurent, 1956
- Hyperolius igbettensis Schiøtz, 1963
- Hyperolius inornatus Laurent, 1943
- Hyperolius inyangae Channing in Channing, Hillers, Lötters, Rödel, Schick, Conradie, Rödder, Mercurio, Wagner, Dehling, Du Preez, Kielgast, & Burger, 2013
- Hyperolius jackie Dehling, 2012
- Hyperolius jacobseni Channing in Channing, Hillers, Lötters, Rödel, Schick, Conradie, Rödder, Mercurio, Wagner, Dehling, Du Preez, Kielgast, & Burger, 2013
- Hyperolius kachalolae Schiøtz, 1975
- Hyperolius kibarae Laurent, 1957
- Hyperolius kihangensis Schiøtz & Westergaard, 1999
- Hyperolius kivuensis Ahl, 1931
- Hyperolius koehleri Mertens, 1940
- Hyperolius kuligae Mertens, 1940
- Hyperolius lamottei Laurent, 1958
- Hyperolius langi Noble, 1924
- Hyperolius lateralis Laurent, 1940
- Hyperolius laticeps Ahl, 1931
- Hyperolius laurenti Schiøtz, 1967
- Hyperolius leleupi Laurent, 1951
- Hyperolius leucotaenius Laurent, 1950
- Hyperolius lucani Rochebrune, 1885
- Hyperolius lupiroensis Channing in Channing, Hillers, Lötters, Rödel, Schick, Conradie, Rödder, Mercurio, Wagner, Dehling, Du Preez, Kielgast, & Burger, 2013
- Hyperolius maestus Rochebrune, 1885
- Hyperolius major Laurent, 1957
- Hyperolius marginatus Peters, 1854
- Hyperolius mariae Barbour & Loveridge, 1928
- Hyperolius marmoratus Rapp, 1842
- Hyperolius microps Günther, 1864
- Hyperolius minutissimus Schiøtz, 1975
- Hyperolius mitchelli Loveridge, 1953
- Hyperolius molleri (Bedriaga, 1892)
- Hyperolius montanus (Angel, 1924)
- Hyperolius mosaicus Perret, 1959
- Hyperolius nasicus Laurent, 1943
- Hyperolius nasutus Günther, 1865
- Hyperolius nienokouensis Rödel, 1998
- Hyperolius nimbae Laurent, 1958
- Hyperolius nitidulus Peters, 1875
- Hyperolius nobrei (Ferreira, 1906)
- Hyperolius obscurus Laurent, 1943
- Hyperolius occidentalis Schiøtz, 1967
- Hyperolius ocellatus Günther, 1858
- Hyperolius papyri (Werner, 1908 "1907")
- Hyperolius parallelus Günther, 1858
- Hyperolius pardalis Laurent, 1948
- Hyperolius parkeri Loveridge, 1933
- Hyperolius phantasticus (Boulenger, 1899)
- Hyperolius pickersgilli Raw, 1982
- Hyperolius picturatus Peters, 1875
- Hyperolius pictus Ahl, 1931
- Hyperolius platyceps (Boulenger, 1900)
- Hyperolius polli Laurent, 1943
- Hyperolius polystictus Laurent, 1943
- Hyperolius poweri Loveridge, 1938
- Hyperolius protchei Rochebrune, 1885
- Hyperolius pseudargus Schiøtz & Westergaard, 1999
- Hyperolius puncticulatus (Pfeffer, 1893)
- Hyperolius pusillus (Cope, 1862)
- Hyperolius pustulifer Laurent, 1940
- Hyperolius pyrrhodictyon Laurent, 1965
- Hyperolius quadratomaculatus Ahl, 1931
- Hyperolius quinquevittatus Bocage, 1866
- Hyperolius raymondi Conradie, Branch, & Tolley, 2013
- Hyperolius rhizophilus Rochebrune, 1885
- Hyperolius rhodesianus Laurent, 1948
- Hyperolius riggenbachi (Nieden, 1910)
- Hyperolius robustus Laurent, 1979
- Hyperolius rubrovermiculatus Schiøtz, 1975
- Hyperolius rwandae Dehling, Sinsch, Rodel, & Channing in Channing, Hillers, Lötters, Rödel, Schick, Conradie, Rödder, Mercurio, Wagner, Dehling, Du Preez, Kielgast, & Burger, 2013
- Hyperolius sankuruensis Laurent, 1979
- Hyperolius schoutedeni Laurent, 1943
- Hyperolius semidiscus Hewitt, 1927
- Hyperolius sheldricki Duff-MacKay & Schiøtz, 1971
- Hyperolius soror (Chabanaud, 1921)
- Hyperolius spatzi Ahl, 1931
- Hyperolius spinigularis Stevens, 1971
- Hyperolius steindachneri Bocage, 1866
- Hyperolius stenodactylus Ahl, 1931
- Hyperolius substriatus Ahl, 1931
- Hyperolius swynnertoni FitzSimons, 1941
- Hyperolius sylvaticus Schiøtz, 1967
- Hyperolius tanneri Schiøtz, 1982
- Hyperolius thomensis Bocage, 1886
- Hyperolius thoracotuberculatus Ahl, 1931
- Hyperolius tornieri Ahl, 1931
- Hyperolius torrentis Schiøtz, 1967
- Hyperolius tuberculatus (Mocquard, 1897)
- Hyperolius tuberilinguis Smith, 1849
- Hyperolius ukwiva Loader, Lawson, Portik, & Menegon, 2015
- Hyperolius veithi Schick, Kielgast, Rödder, Muchai, Burger, & Lötters, 2010
- Hyperolius vilhenai Laurent, 1964
- Hyperolius viridiflavus (Duméril & Bibron, 1841)
- Hyperolius viridigulosus Schiøtz, 1967
- Hyperolius viridis Schiøtz, 1975
- Hyperolius watsonae Pickersgill, 2007
- Hyperolius wermuthi Laurent, 1961
- Hyperolius xenorhinus Laurent, 1972
- Hyperolius zonatus Laurent, 1958

## Publications originales
- Rapp, 1842 : Neue Batrachier. Archiv für Naturgeschichte, vol. 8, no 1, p. 289–291 (texte intégral).
- Perret, 1988 : Sur quelques genres d’Hyperoliidae (Anura) restés en question. Bulletin de la Société neuchâteloise des Sciences Naturelles, vol. 111, p. 35–48 (texte intégral).